# Голова (скульптура)
Голова (или Скульптура у источника) — скульптура неизвестного мастера, высеченная в гигантском гранитном валуне и находящаяся на территории бывшей усадьбы Лейхтенбергских в Петергофе. Является объектом культурного наследия федерального значения.

## Характеристика памятника
Памятник располагается на склоне оврага вблизи усадебного дома. От дома мимо него идёт тропинка по направлению к ферме. Размеры скульптуры, высеченной из гигантского валуна, — 2 х 2,2 х 1,8 метров. Традиционное описание скульптуры — лицо человека (мужчины), скорее всего — воина. Над землёй видна только верхняя часть лица. Глаза широко раскрыты. Левая нижняя часть лица скульптуры только намечена мастером. Сохранились следы её грубой обработки. Затылочная часть валуна обработке не подвергалась, большая её часть погружена в землю.
На территории парка существует и ряд других, менее крупных обработанных валунов. «Голова» — самый известный из них. В парке находятся также три относительно небольшие каменные скамьи, вырубленные в валунах. На побережье Финского залива, неподалёку от разрушенного кирпичного здания водоподъёмной машины, авторство которого приписывается Андрею Штакеншнейдеру, находится большой камень с вырубленными в нём ступенями и четырьмя отверстиями, сделанными, очевидно, для крепления скамьи. Версии назначения этого валуна разные — от трибуны летнего театра до лодочной пристани, возможно, камень служил своеобразной обзорной площадкой.
Большинство исследователей сходятся в том, что статуя «Голова» вытесана, вероятно, в конце XVIII — начале XIX века неизвестным скульптором. Она оформляет родник, стекающий в ручей.

## Историография

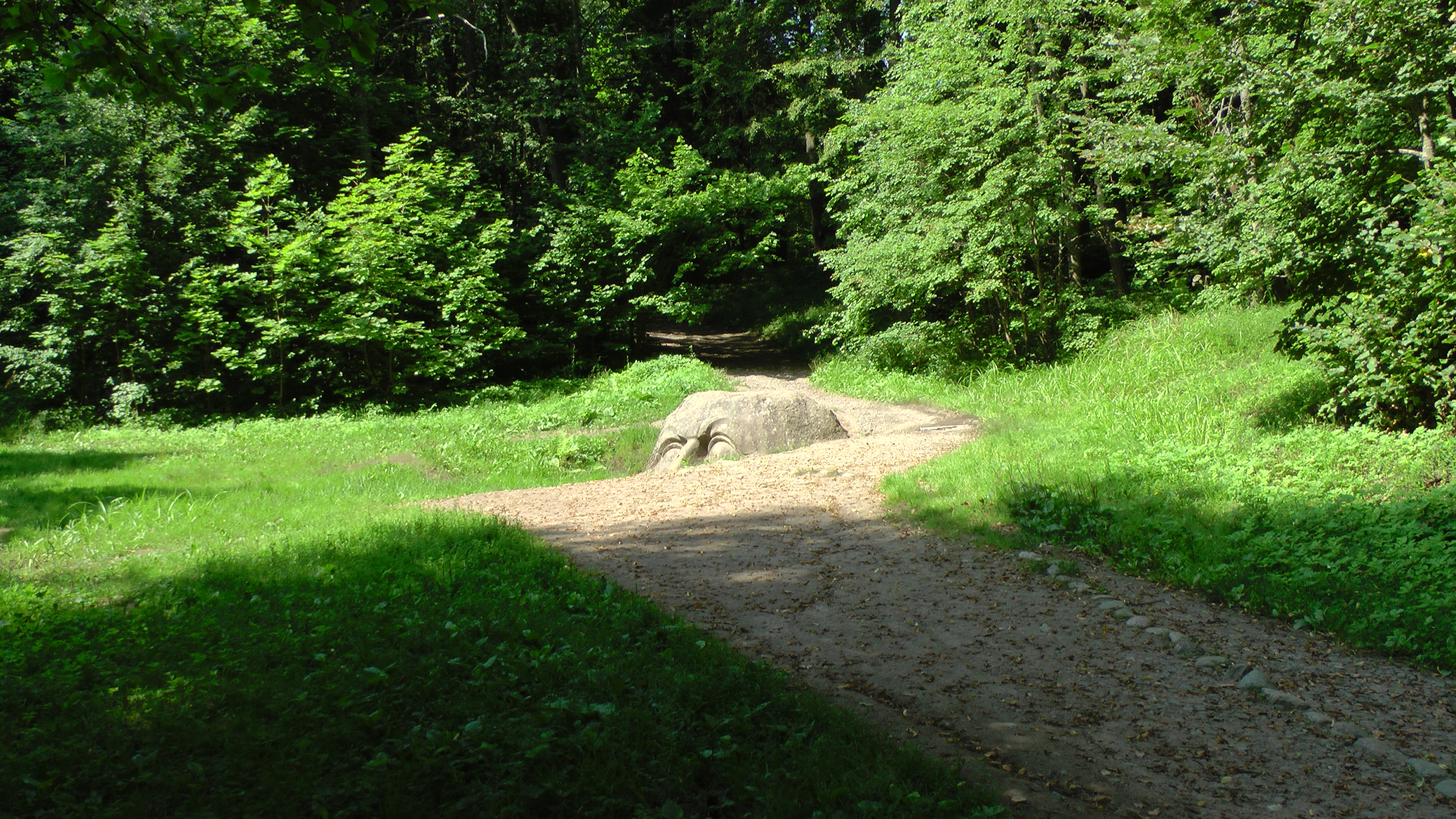
Скульптура у источника («Голова»), дальний план

В 1800 году усадьба Сергиевка была куплена у графа С. П. Румянцева Павлом I, а в 1822 году стала собственностью К. А. Нарышкина. Здесь в это время существовали: господский дом, баня, ферма, несколько каменных и деревянных домиков. Голова ни в одной описи не упоминалась. В 1838 (по другим данным в 1839 году) году имение было приобретено Николаем I в качестве свадебного подарка дочери императора Марии Николаевне, ставшей супругой герцога Максимилиана Лейхтенбергского. Архитектор А. И. Штакеншнейдер возвёл для новобрачных дворец (1839—1842), Кухонный и Гофмейстерский корпуса, а в 1845—1846 годах небольшую покрытую мрамором капеллу. Планировку парка осуществил П. И. Эрлер. Документальных свидетельств о создании памятника в это время также нет.
Не существует дореволюционных фотографий или рисунков, запечатлевших этот памятник. Три наиболее популярных дореволюционных путеводителя также обходят его существование молчанием.
Одним из редких упоминаний памятника в XIX веке является фрагмент в «Дневнике путешествия в Россию» Льюиса Кэрролла под 1 августа 1867 года:

«Здесь мы любовались гладкой пеленой водопада, ниспадающего с широких каменных ступеней; тут — длинной аллеей, сбегающей под сводом вьющихся растений вниз по лестницам и склонам; там — огромным камнем, обтесанным в форме гигантской головы с лицом и глазами, загадочными, как у кроткого сфинкса, так что казалось, будто какой-то Титан пытается освободиться из-под бремени легшей на его плечи земли…»
— Льюис Кэрролл. Дневник путешествия в Россию в 1867 году.
Высказывалось предположение, что памятник повлиял на отдельные эпизоды сказки «Алиса в Зазеркалье».
Внимание широкой общественности к монументу было привлечено уже в советское время. Ленинградский журнал «Спартак» в 1931 году поместил снимок с изображением пионеров, сидящих на изваянии; были приведены географические координаты, по которым любители прогулок могут найти его. Статья вызвала большой интерес, сохранились коллективные фотографии этого времени возле скульптуры. Среди петербургской интеллигенции распространилась даже примета — если творческий человек погладит скульптуру руками и выпьет воду из струящегося под ней родника, то к нему придёт вдохновение.
Краткая характеристика памятника приводилась в советских путеводителях по Петергофу. Е. П. Чернобережская приводит несколько его местных названий: «Голова Адама» (не следует путать с «Адамовой головой», символическим изображением человеческого черепа с двумя крест-накрест лежащими костями, которое является символом смерти и бесстрашия перед её лицом), «Старик», «Русич».
В 2000-е годы появилось большое количество малосодержательных статей, пытавшихся спекулировать на интересе к памятнику. В Санкт-Петербурге в июне 2014 года в Библиотеке книжной графики в рамках Балтийской биеннале искусства книги состоялась выставка «Про Голову», на ней присутствовали картины современных художников, изображающие скульптуру, редкие фотографии и газетные вырезки.

## Версии создания памятника
Подлинная история создания памятника неизвестна. Неизвестно, кого он изображает. Существуют фольклорные версии происхождения памятника, не подтверждаемые документами:
- По основной версии, это статуя древнерусского воина. Упоминается, что большой металлический шлем, не сохранившийся до нашего времени, вероятно, крепился в специальном отверстии (предназначенном для крепежа вертикальной пластинки древнерусского шлема, защищающей нос), существующем в настоящее время. Все авторы упоминают как легенду, что именно этот памятник вдохновил А. С. Пушкина на создание соответствующего фрагмента в «Руслане и Людмиле» (факт, что в 1817 году, или даже 3 июля 1818 года, поэт побывал здесь вместе со своим другом Николаем Раевским, не считается доказанным)[14].
- Часть памятника неизвестному шведскому королю, высеченная во времена господства шведов на побережье Финского залива, которую шведы в силу неустановленных причин не смогли транспортировать на родину[13].
- Голова Петра I, выточенная мастером с Петергофской Гранильной фабрики по причине того, что Пётр крестил дочь этого мастера[16].
  - Близка к этой версии ещё одна: Сергей Петрович Румянцев, которому принадлежало имение к 1800 году, решил так почтить память Петра I (которого изображала гигантская статуя) и его соратника и своего предка А. И. Румянцева. Но лицо статуи не удовлетворило заказчика, он приказал закопать статую. Иногда в этой версии создание проекта скульптуры приписывается архитектору Францу Броуэру, называются даже даты её создания — в 1799 или 1800 году[17]. Франц Броуэр действительно трудился в Петергофе на создании Римских фонтанов[18].
  - Значительно реже инициатива создания приписывается императору Павлу I, купившему усадьбу в 1800 году[13].
- Статуя является иллюстрацией к фрагменту из «Руслана и Людмилы», появилась она позже, чем была создана поэма, — в 40-е годы XIX века[19].

## Фрагмент поэмы, соотносимый со скульптурой
Смотрит храбрый князь —

И чудо видит пред собою.

Найду ли краски и слова?

Пред ним живая голова.

Огромны очи сном объяты;

Храпит, качая шлем пернатый,

И перья в темной высоте,

Как тени, ходят, развеваясь.

В своей ужасной красоте

Над мрачной степью возвышаясь,

Безмолвием окружена,

Пустыни сторож безымянной,

Руслану предстоит она

Громадой грозной и туманной.